# Herugrim
Herugrim («espada fiera» en anglosajón) era, en el universo fantástico creado por el escritor británico J. R. R. Tolkien, la espada de Théoden, rey de Rohan, descrita en su libro Las dos torres. Se trata de una espada larga, en una vaina con cierre de oro y recamada con gemas verdes.

## Etimología y significado del nombre
Herugrim es un nombre en idioma anglosajón, que Tolkien usa por ser el idioma en el que se inspiró para crear la lengua de los jinetes de la Marca, el rohírrico. Significa «Espada fiera» (heoru → heru- = «espada» + grim = «feroz», «con ira»).
En sindarin Herugrim podría traducirse como "Comandante de Huestes", estando compiesta por heru- = «señor» + -rim/-(g)rim = «gran número, hueste».

## Historia
En El Señor de los Anillos, Tolkien narra como Théoden había confiado Herugrim a Gríma Lengua de Serpiente, su consejero, para que se la cuidara. Pero Gríma, lejos de ser fiel a su rey, estaba a las órdenes de Saruman, y debilitaba al anciano Théoden con su influencia mágica y arteros consejos. Por eso, y por avaricia, en vez de guardarla escondió a Herugrim en su cofre personal, junto con otras cosas que se creían perdidas, y dejó que se oxidara.
Cuando Gandalf sanó mágicamente a Théoden de su debilidad, la espada se restauró también, y Théoden reclamó a Háma, uno de sus guerreros, que se la trajera, junto con el propio Gríma, de cuya influencia había ya escapado. Gríma no quería entregar las llaves del cofre, pero Háma le forzó a ello y le capturó.
Théoden empuñó Herugrim en las dos importantes batallas de la Guerra del Anillo que encaró tras recuperarse: la de Cuernavilla y la de los Campos del Pelennor, en la que murió.

## Adaptaciones
En El Señor de los Anillos: las dos torres, la anterior escena de Théoden y Gríma se representa, pero notablemente simplificada: Bernard Hill (Théoden) empuña directamente tras ser sanado por Gandalf su espada; una bella representación de Herugrim, con dos cabezas de caballo finamente labradas en oposición, que forman la cruz del arma, motivos de la cultura de Rohan.